# Ferd Grapperhaus

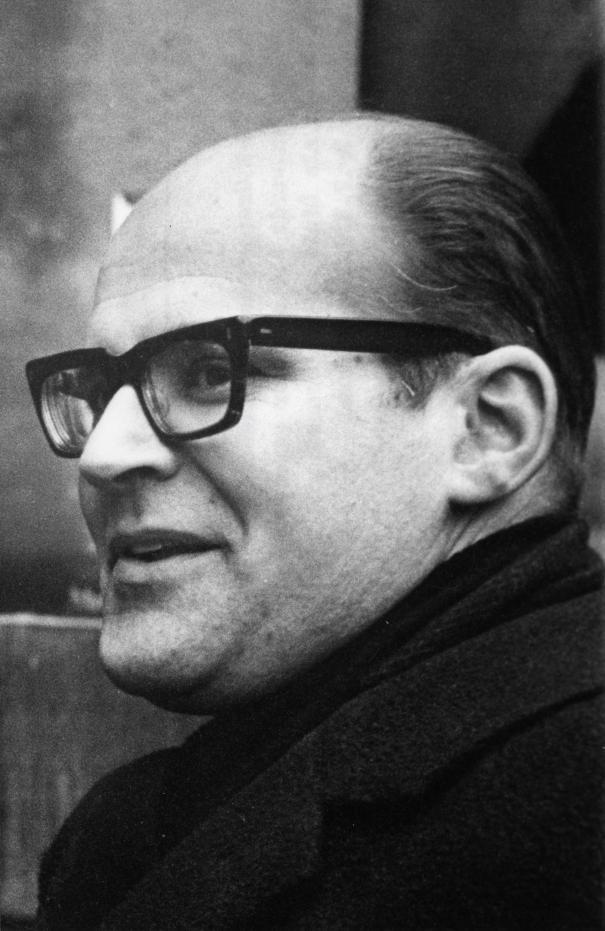
Ferd Grapperhaus (1970)

Ferdinand „Ferd“ Heinrich Maria Grapperhaus (* 26. Dezember 1927 in Utrecht; † 9. Mai 2010 in Varese, Italien) war ein niederländischer Bankmanager, Hochschullehrer und Politiker der Katholieke Volkspartij (KVP) sowie der Christen-Democratisch Appèl (CDA), der unter anderem als Staatssekretär tätig war. Als Staatssekretär und als Hochschullehrer erwarb er sich insbesondere Verdienste auf dem Gebiet des niederländischen Steuerrechts und dessen Geschichte.

## Leben

### Studium und Steuerberater
Nach dem Besuch der Gymnasien in Haarlem und ’s-Hertogenbosch begann er 1946 ein Studium der Rechtswissenschaften an der Universität von Amsterdam und schloss dieses Studium 1952 ab. Im Anschluss war er als Mitarbeiter bei der Wirtschaftsprüfungsgesellschaft Bianci & Co. tätig und schloss während dieser Zeit 1955 das Examen zum Steuerberater an der Universität von Amsterdam an.
1956 wechselte er als Mitarbeiter in das Steuerberatungsbüro M. A. Wisselink & Co. in Amsterdam und war dort zwischen 1959 und Mai 1971 als Partner beteiligt. In dieser Zeit schloss er im November 1966 seine Promotion zum Dr. jur. an der Katholischen Hochschule Tilburg mit einer Dissertation mit dem Titel De besloten N.V. fiscaal vergeleken met de persoonlijke ondernemer en met de open N.V. Een onderzoek, zowel kwalitatief als kwantitatief, naar de functie en de werking van de leer van het globale evenwicht in de heffing van belasting over de winst van naamloze vennootschappen en van persoonlijke ondernemers, en in het bijzonder naar de vraag of en in hoeverre de aanmerkelijk-belangregeling in dit leerstuk past ab.

### Staatssekretär, Bankmanager und Hochschullehrer
Am 10. Mai 1967 wurde Grapperhaus von Ministerpräsident Piet de Jong zum Staatssekretär im Finanzministerium in dessen Kabinett ernannt. Als solcher war er bis zum Ende von de Jongs Amtszeit am 6. Juli 1971 für Steuerangelegenheiten zuständig.
Nach seinem Ausscheiden aus der Regierung wurde Grapperhaus am 17. Juli 1971 wurde er zum Ritter des Orden vom Niederländischen Löwen ernannt.
Am 15. September 1971 wechselte er in die Privatwirtschaft und war bis zum 1. Mai 1975 Vorstandsvorsitzender der Bank Mees & Hope N.V., ehe er zwischen Dezember 1975 bis Januar 1993 als außerordentlicher Professor Steuerrecht an der Reichsuniversität Leiden lehrte.
Daraufhin war er von Januar 1993 bis Januar 1997 Professor bei der Stiftung des Museums für die Geschichte des Steuerrechts, das der Reichsuniversität Leiden angeschlossen ist.
Für seine langjährigen Verdienste wurde Grapperhaus außerdem am 27. April 2001 das Offizierskreuz des Orden von Oranien-Nassau verliehen.
Sein ältester Sohn Ferdinand Grapperhaus ist Professor für Arbeitsrecht an der Universität Maastricht sowie seit April 2006 Mitglied des Sozialökonomischen Rates (Sociaal-Economische Raad), der die niederländische Regierung und das Parlament in sozialökonomischen Fragen berät.

## Veröffentlichungen
- De besloten N.V. fiscaal vergeleken met de persoonlijke ondernemer en met de open N.V. Een onderzoek, zowel kwalitatief als kwantitatief, naar de functie en de werking van de leer van het globale evenwicht in de heffing van belasting over de winst van naamloze vennootschappen en van persoonlijke ondernemers, en in het bijzonder naar de vraag of en in hoeverre de aanmerkelijk-belangregeling in dit leerstuk past, Dissertation, Katholische Hochschule Tilburg, 1966
- Een beschouwing over het begrip en betekenis van belastinguitgaven in Nederland, 1978
- Blauwdruk voor een nieuwe Inkomstenbelasting, 1984
- Convoyen en licenten: of hoe het gekrakeel daarover tussen zeven in een Unie verenigde republiekjes de geboorte inluidde van de oudste rijksdienst van Nederland, 1986
- Belasting, vrijheid en eigendom, 1987
- Fiscaal beleid in Nederland van 1800 tot na 2000, 1997